# Aspartate transaminase
Aspartate transaminase (AST), SGOT (serum glutamic oxaloacetic transaminase) hay ASAT (Aspartate AminoTransferase) là một enzyme ở bào tương và ty thể, hiện diện ở tế bào gan, tim, cơ vân, thận, não và tụy. AST là một men xúc tác trong phản ứng giữa aspartate và alpha-ketoglutarate tạo thành oxaloacetate và glutamate.
AST là một chỉ số trong xét nghiệm máu.